# Inert gas
Inert gas (eller inertgas), en gas som inte reagerar kemiskt med sin omgivning. Ädelgaser räknas som inerta, och kvävgas är ofta det. Termen är delvis historisk, eftersom flera ädelgasföreningar har syntetiserats sedan xenonhexafluorplatinat år 1962.
Termen inert används om andra typer av kemiska föreningar som inte är i gasform, exempelvis glas, för att understryka att de inte är benägna att reagera.

## Inert gas som brandsläckningsmedel
Inertgas verkar genom att späda ut luften och därmed sänka syrehalten i det skyddade utrymmet från normala 20,9 % till 11–12 %, varvid i stort sett alla typer av bränder släcks.
Inertgas används i automatiska släcksystem för skydd av slutna rum till exempel datorhallar.
Inertgas lagras som komprimerad gas i högtrycksbehållare i storlekar upp till 125 liter. Normalt behållartryck är 300 bar men även 200 bar kan förekomma för specialtillämpningar.
Olika inertgasblandningar används varav IG 55 och IG 541 är de vanligast förekommande.
- IG 100 – 100 % kvävgas (N2)
- IG 01 – 100 % argon (Ar)
- IG 55 – 50 % N2 och 50 % Ar (argonit)
- IG 541 – 52 % N2, 40 % Ar och 8 % CO2 (inergen)